# La Nécropole des singes
La Nécropole des Singes (The Golden One) est un roman policier historique et d'espionnage d'Elizabeth Peters paru en 2002. C'est le 14e tome de la série Amelia Peabody. 

## Résumé
Une nouvelle année, 1917, commence et la Grande Guerre qui a déjà fait des ravages ne donne encore aucun signe annonçant qu’elle va s’arrêter. 
En ces temps périlleux, un ennemi mortel des Emerson meurt accidentellement en murmurant : « Dans la main du Dieu », ce qui semble être le secret d'une tombe inviolée. Mais qu'a-t-il vraiment voulu dire ? Les Emerson partent cependant à la recherche du trésor caché dans la vallée des Rois, mais d'autres aventuriers sans scrupules sont aussi sur la piste. 
Au même moment, Ramsès doit partir sauver l'honneur familial et prouver que son oncle aux multiples facettes, Séthos, n'est pas un agent double à la solde des Turcs. Pour ce faire, il devra affronter un adversaire de poids, Sahin Bey, le chef des services secrets turcs, qui ne l'a pas oublié.
Toute la famille Emerson fait front commun devant le danger et Nefret n'ose pas avouer qu'elle porte un lourd secret.